# San Cristoforo (Ispani)

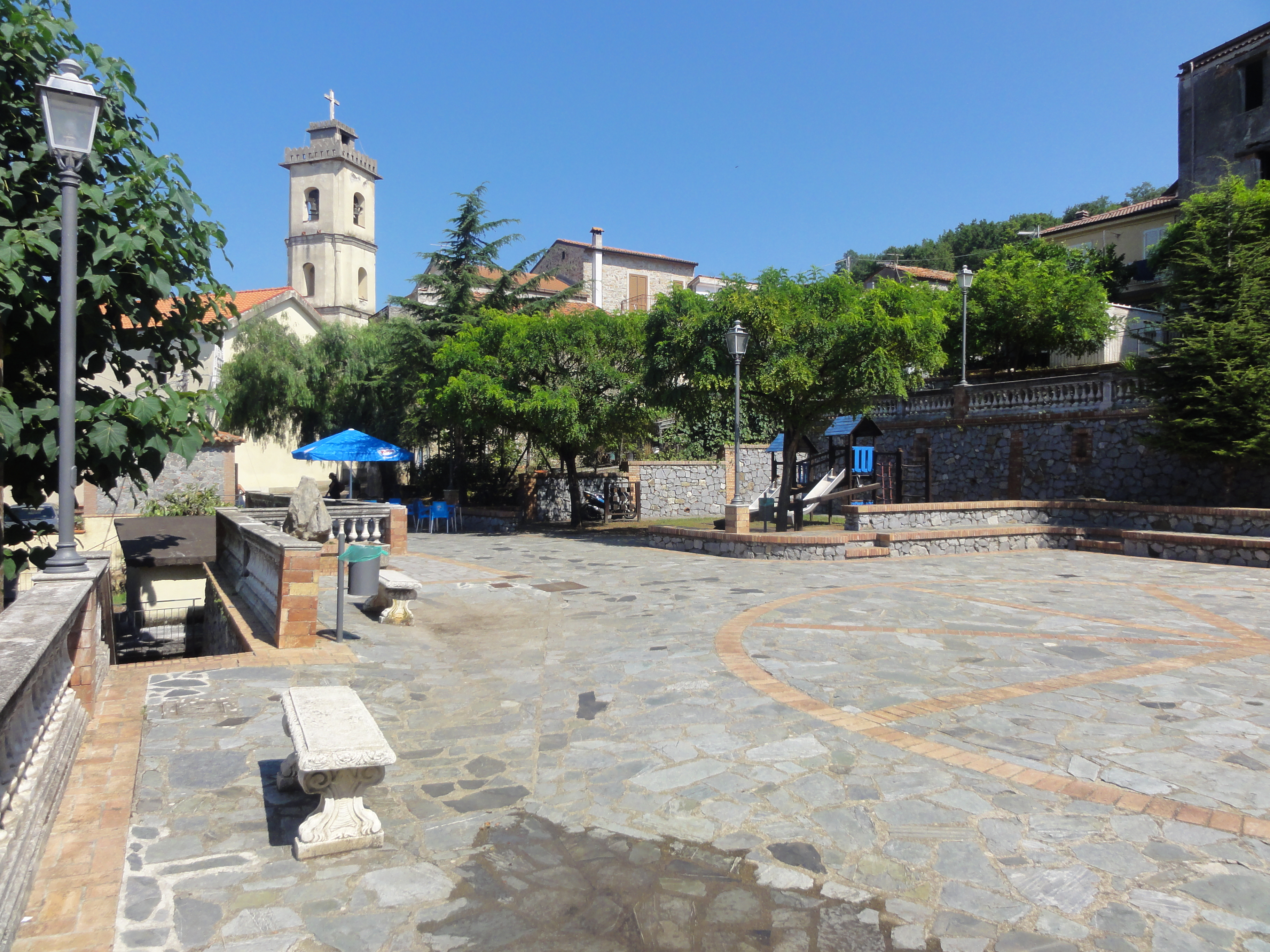
La nuova piazza di San Cristoforo. Sullo sfondo il campanile della Chiesa Madre.

San Cristoforo è una frazione del Comune di Ispani in Provincia di Salerno.

## Origini del nome
Il toponimo è da ricondurre al leggendario San Cristoforo, che, secondo il mito, avrebbe portato Cristo sulle spalle, facendo da traghettatore presso le sponde di un fiume della Licia, antica regione dell'Asia Minore. 
È possibile che il culto del Santo sia giunto nel piccolo borgo, unitamente a quelli di altri Santi della Chiesa ortodossa (come Santa Marina, San Calogero, Santa Maria Vergine di Bitinia e lo stesso culto della Odetricia) nell'VIII secolo, quando, durante la denominazione dei Greci, sotto gli imperatori Leone III l'Isaurico e Costantino Copronimo, alcune famiglie, scampate alla persecuzione iconoclastica, si rifugiarono nell'Italia meridionale fondando dei nuovi centri, ovvero unendosi agli abitanti di quelli già esistenti. È possibile, allora, che alcuni di questi giunsero nel Golfo in quell'epoca ed elessero quale loro domicilio sia l'odierna San Cristoforo che il paese di Santa Marina, unendosi ai pochi abitanti che vi si trovavano e che erano fuggiti alla distruzione di Policastro, operata dai Longobardi tra la fine del VII secolo e la prima metà dell'VIII. Si tratta, comunque, di supposizioni che avanzano gli storici contemporanei che non sono suffragate da documentazione storica.

## Geografia fisica
Situata a circa 350 m slm in posizione collinare, San Cristoforo rappresenta la frazione più elevata del Comune di Ispani. È caratterizzata dalla presenza di grandi uliveti di cultivar Pisciottane e da numerosi nuclei di sughere. La frazione, è caratterizzata dalla presenza a nord-ovest del V.ne dell'Amise in prossimità della località Leia, e a sud dal T.te Marano o S. Nicola in località Santa Sofia, entrambi convergenti nel V.ne Serriere.
San Cristoforo, situato nel cuore del Golfo di Policastro, regala una delle vedute più belle di tutto il Cilento. Vero e proprio balcone naturale offre una vista che abbraccia, verso nord, tutta la costa della Masseta fino a Punta degli Infreschi e, a sud, fin oltre l'isola di Dino. Nelle giornate nitide si riescono a vedere l'isola di Stromboli e l'Etna, dando quindi una panoramica su ben quattro regioni del Meridione: Campania, Basilicata, Calabria e Sicilia. Il paesaggio della frazione è caratterizzato dalla classica macchia mediterranea.

## Storia
Come molti borghi dell'entroterra cilentano, San Cristoforo nacque come luogo di riparo degli abitanti dei centri costieri dalle scorrerie saracene.  Le abitazioni furono edificate in modo tale da ostacolare il più possibile eventuali incursioni, creando in tal modo un'urbanistica caratterizzata da stretti passaggi, strade piene di curve, in salita, case con mura compatte molto ravvicinate in modo da lasciare lo spazio solo per il transito di un carro, ed edificate almeno con il primo piano unite tra loro, senza lasciare vuoti e senza aperture verso l'esterno. 
Il borgo venne edificato nella seconda metà del XV secolo, dopo le incursioni corsare che portarono alla distruzione di Policastro ed allo spopolamento dei paesi rivieraschi, da Scario all'odierna Capitello. Il Giustiniani lo riporta come casale della città di Policastro posto su una collina. Il villaggio è menzionato nel censimento del 1648 (fuochi 34: ab. 170) e del 1669 quando risultava ancora dimezzato (fuochi 17: ab. 85) per la peste del 1656. L'Alfano scrive dei suoi 450 abitanti, il Bozza dei suoi 367 abitanti e ubica il villaggio alle falde del monte, presso il mare.
San Cristoforo, come molti paesi del Meridione, nel corso del primo e secondo dopoguerra e fino agli anni sessanta, subì l'esperienza dell'emigrazione verso le Americhe, prima, e verso i Paesi dell'Europa nord-occidentale e dell'Italia settentrionale, poi.

## Monumenti e luoghi d'interesse

### Architetture civili

#### Piazza Nuova

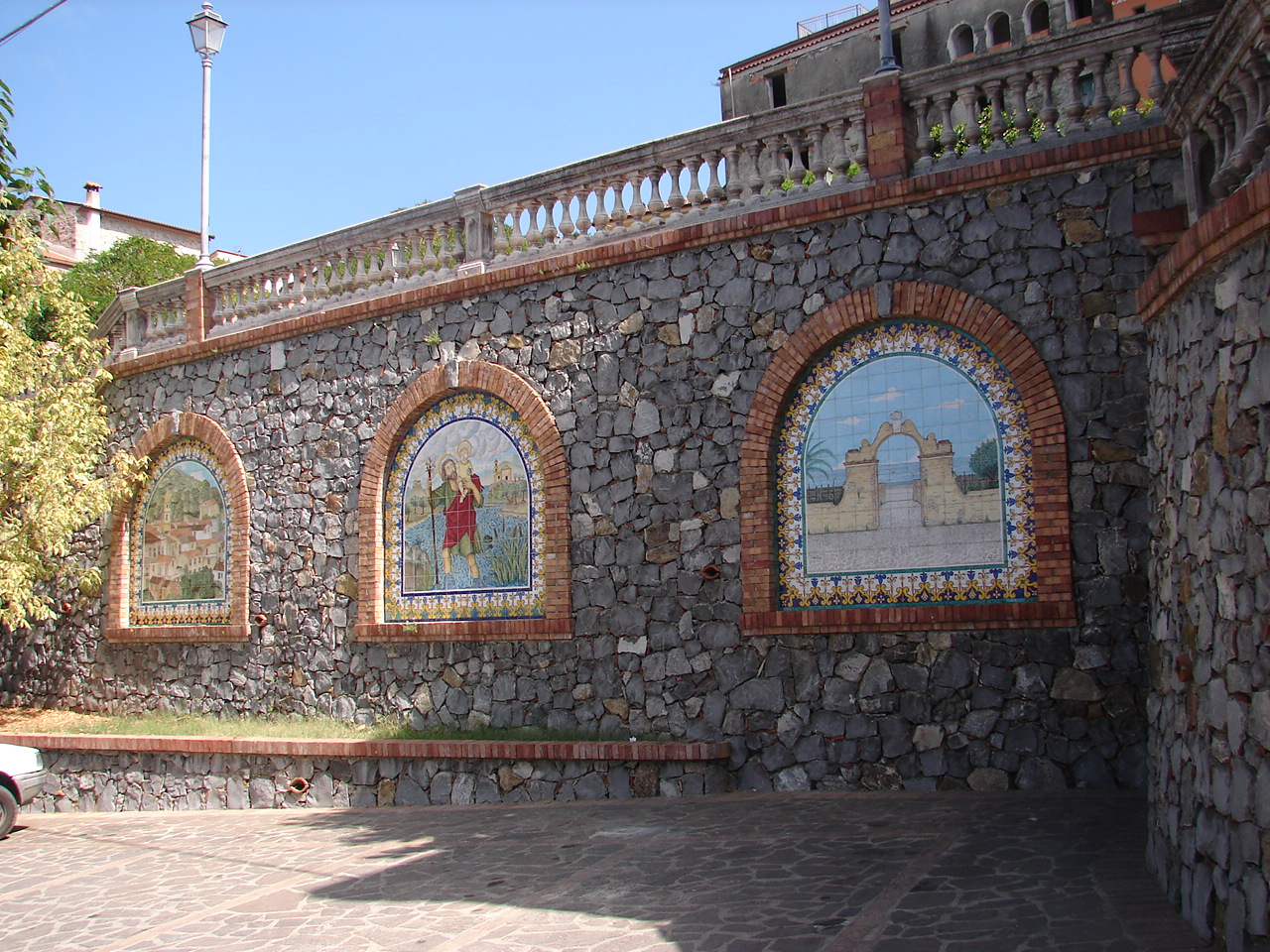
San Cristoforo - Particolare della nuova piazza con i simboli dei tre "centri"

Posta in prossimità della Chiesa madre, la Piazza Nuova è stata realizzata nel 2002, donando al piccolo borgo una vera e propria agorà. Completamente lastricata con all'interno geometrie di mattoni rossi e con una scalinata che porta ad un piano sopraelevato dove sono presenti delle sedute in pietra, accoglie una piccola area verde con alcuni giochi per bambini. Nella porzione di muro che si affaccia nella sottostante Via Armando Diaz sono presenti, raffigurati su maioliche, i simboli dei principali centri urbani del Comune: la veduta del borgo di Ispani, la rappresentazione di San Cristoforo e l'arco dei Carafa del '600 di Capitello.

#### Piazza Umberto I
Incastonata nel cuore del borgo, piccola e suggestiva, un tempo centro sociale del paese, ospitava diverse botteghe e artigiani. 

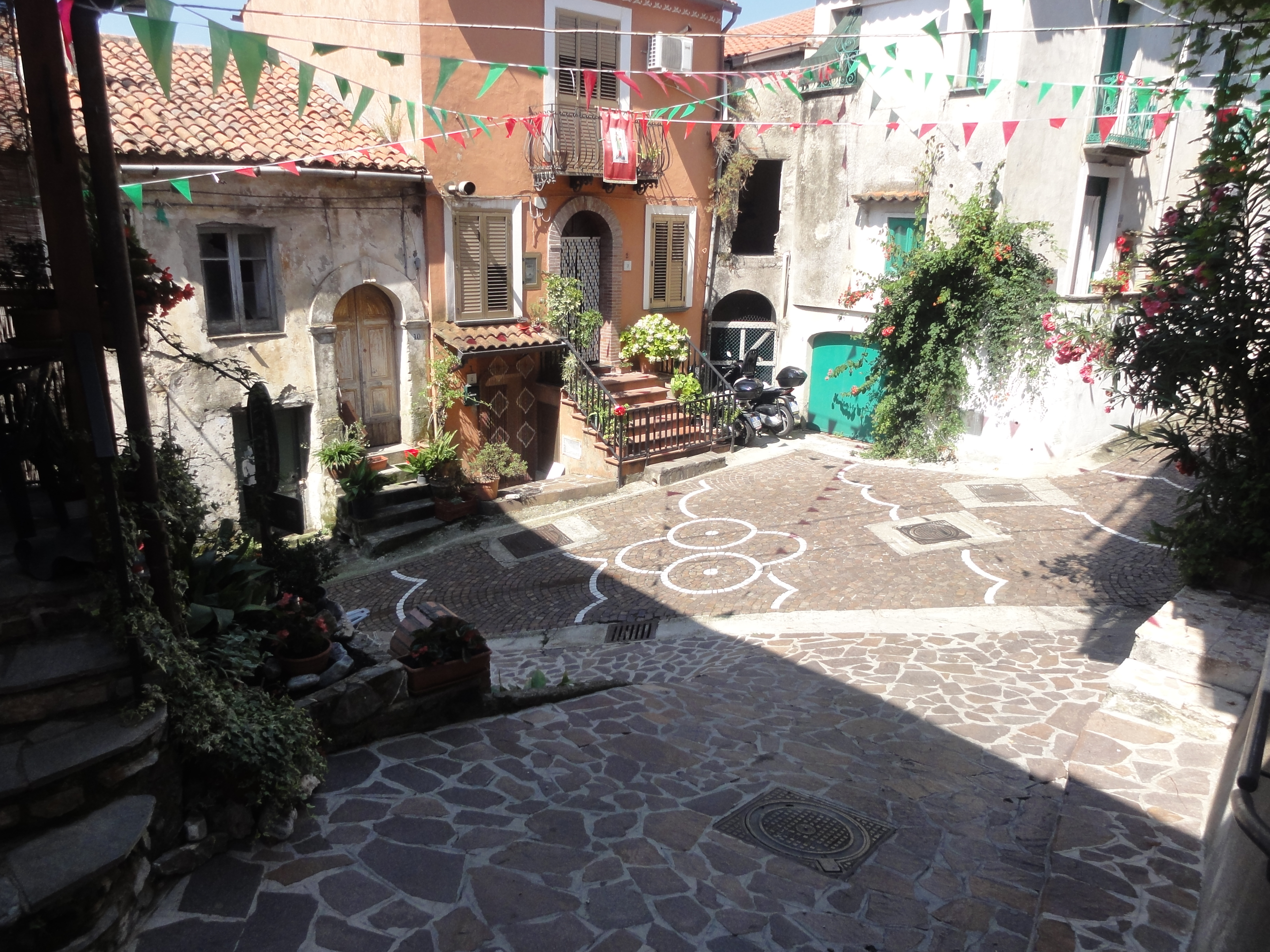
Piazza Umberto I

#### Monumento ai caduti
Situato nella nuova piazza al centro dell'abitato, dopo la ristrutturazione negli anni 2000, fu apposta, sopra un basamento di terra e mattoni, una pietra scolpita per commemorare i caduti in guerra del piccolo borgo. 

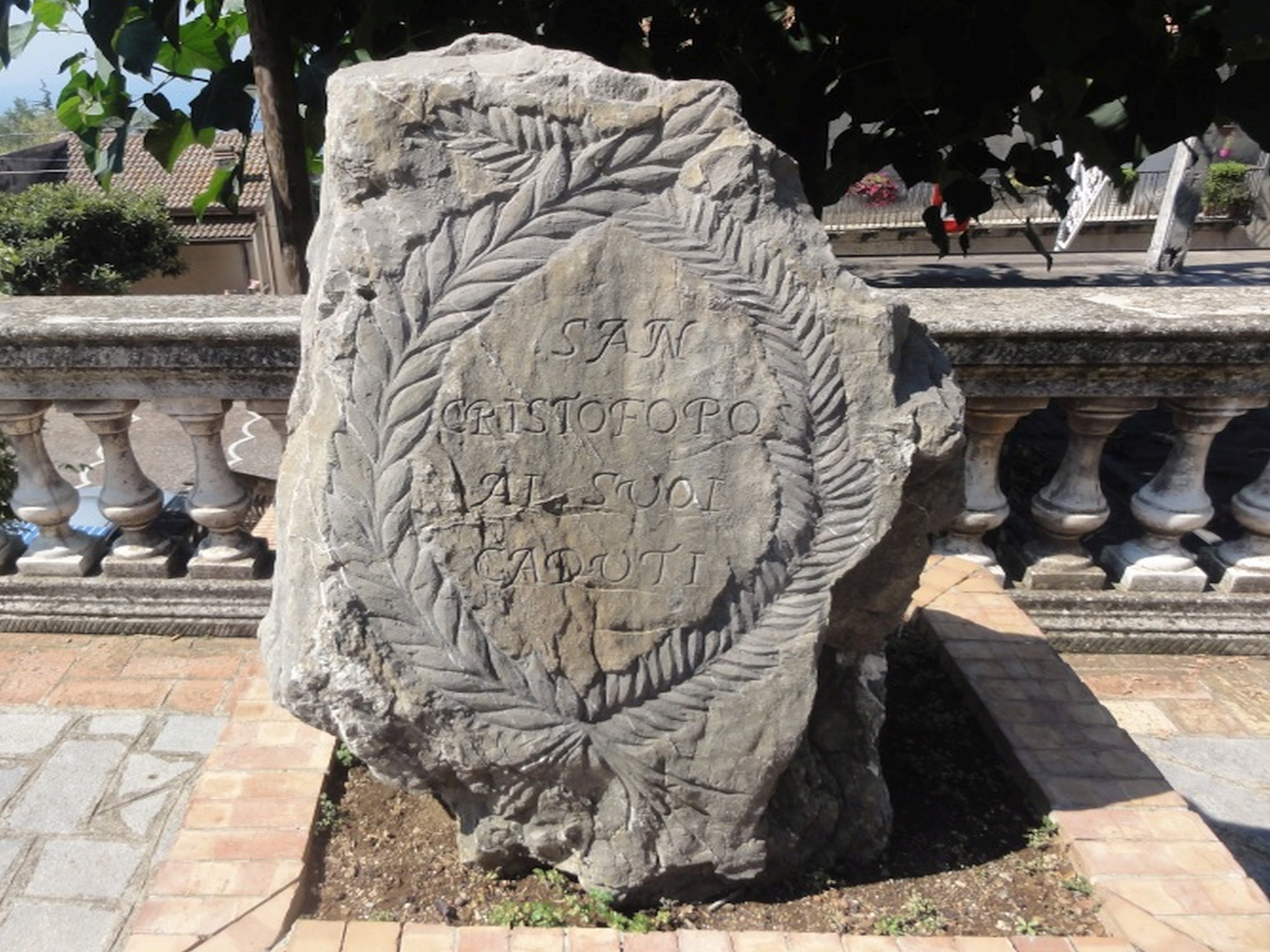
Monumento ai caduti - San Cristoforo (Ispani)

### Architetture religiose

#### Chiesa Madre

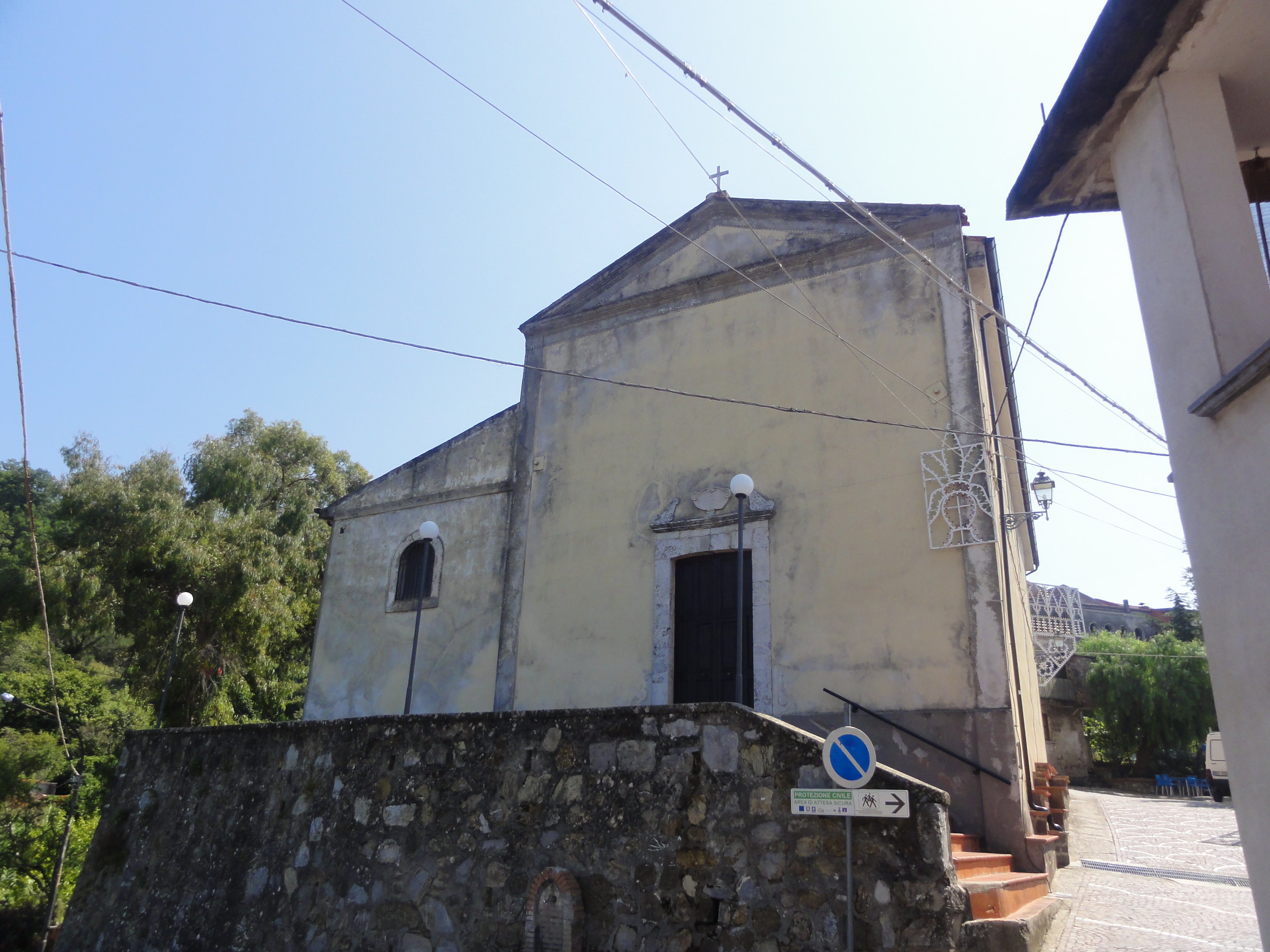
Chiesa Parrocchiale

La Chiesa Parrocchiale è dedicata al Santo della Licia e risale al XVI secolo. È situata nella parte ovest del paese ed è a forma di croce latina, con l'abside molto spazioso (probabilmente ospitava un coro ligneo), la navata centrale ed una laterale, metà della quale, nella parte superiore, è occupata dalla sacrestia. Dopo alcuni anni di chiusura a causa del terremoto del 1980, è stata restaurata e riaperta al culto.

#### Cappella di Santa Sofia

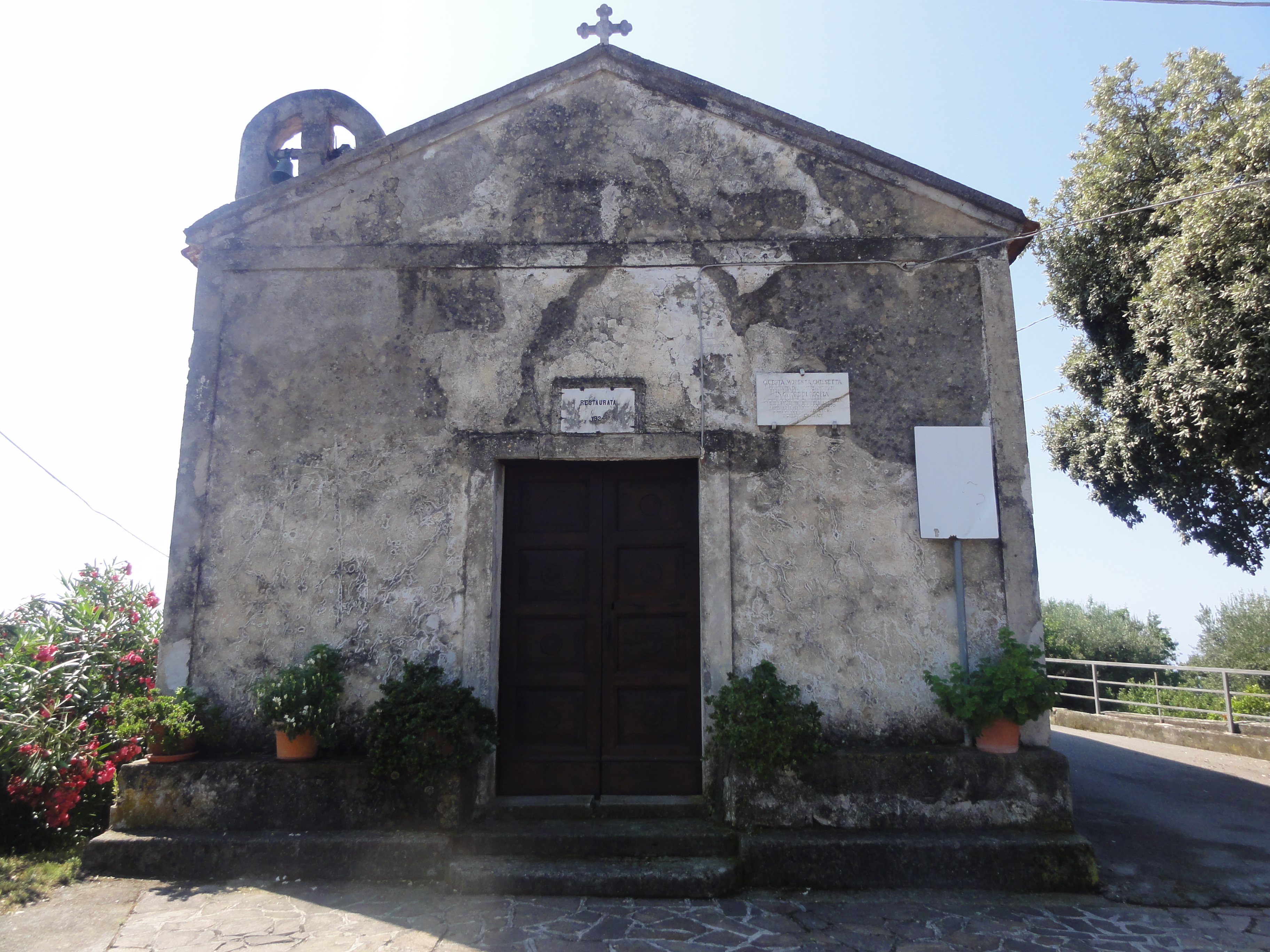
Cappella di Santa Sofia

Posta al di fuori dell'abitato nella porzione sud-est del paese nell'omonima località. Non si sa con esattezza la sua data di costruzione, ma probabilmente venne edificata verso la fine del '600. Dopo il Concilio di Trento, la Controriforma Cattolica produsse, quale conseguenza, un gran proliferare di Confraternite laicali, ognuna delle quali aspirava a sfuggire al controllo della Parrocchia, edificando delle proprie cappelle, ove riunirsi e attendere alla celebrazioni dei riti, officiati da un sacerdote non appartenente al clero parrocchiale. Sopra l'ingresso, una lapide di marmo ricorda che fu restaurata dal popolo nel 1924. Oggi la cappella è chiusa in quanto inagibile.

#### Cappella di San Donato
Al di sopra dell'abitato di San Cristoforo, nell'omonima località, è situata la Cappella di San Donato. Piccolo edificio ristrutturato dai fedeli del luogo, è meta di visite soprattutto nel periodo estivo quando si può godere di una delle più belle viste di tutto il Golfo di Policastro.

## Festività e sagre
- 25 luglio festa padronale di San Cristoforo. Dopo la Santa Messa i fedeli portano la statua del Santo in processione per tutto il borgo. Alla fine del percorso il Santo viene omaggiato con uno spettacolo pirotecnico;
- Prima settimana di agosto, Sagra della Cuccìa. La sagra, nata nei primi anni 80 del XX secolo, è una manifestazione ricca di iniziative, tra cui giochi per i bambini. Il culmine della festa si ha con una sfilata di bambine vestite con abiti della tradizione San Cristoforese, alcuni risalenti ai primi del '900, dopo la quale viene servito gratuitamente il piatto tipico.
- 7 agosto festa di San Donato. Viene portata in processione la statua del santo fino alla cappella in cima al paese.

## Gastronomia

### Primi piatti
- Cuccìa, pietanza tipica della cucina cilentana, base di legumi (grano, mais, ceci, fagioli, lenticchie) cotti separatamente e riuniti nel piatto insieme ad una fetta di pane. L'origine del piatto ha radici molto antiche, taluni ipotizzano che venga tramandata dalla cultura degli antichi Greci. Il piatto inoltre era cucinato e condiviso tra i contadini, come simbolo di buon auspicio per la prosperità e l'abbondanza del raccolto

### Olio
- DOP Cilento[7], olio extravergine d'oliva.

### Vino
- DOC Cilento[8]
- IGT Campania